# Applethwaite
Applethwaite – wieś w Anglii, w Kumbrii, w dystrykcie (unitary authority) Cumberland. Leży 34 km na południe od miasta Carlisle i 399 km na północny zachód od Londynu.